# Entre Rios (Bahia)
Entre Rios est une municipalité brésilienne de l'État de Bahia et la microrégion d'Entre Rios.